# Mario Keßler
Mario Keßler (* 4. Mai 1955 in Jena) ist ein deutscher Historiker und Hochschullehrer. Von 2005 bis zur Emeritierung 2021 lehrte er an der Universität Potsdam.

## Leben und Wirken
Mario Keßler studierte an den Universitäten Jena und Leipzig Geschichte und Germanistik. Er wurde 1982 in Leipzig promoviert und habilitierte sich 1990 an der Akademie der Wissenschaften der DDR. Bereits 1988 war er im internationalen Akademie-Austausch Gastforscher an Instituten der Polnischen und der Sowjetischen Akademie der Wissenschaften. Von 1992 bis 1995 arbeitete Mario Keßler am Forschungsschwerpunkt Zeithistorische Studien in Potsdam, von 1996 bis 2021 am Leibniz-Zentrum für Zeithistorische Forschung (ZZF) in Potsdam. Er unterrichtete an der Universität Leipzig, der Freien Universität Berlin und an der Universität Potsdam, die ihn 2005 zum außerplanmäßigen Professor ernannte. Am 1. März 2021 trat er in den Ruhestand und ist seitdem als Senior Fellow am ZZF tätig.
Mario Keßler unterrichtete seit 2003 als Gastprofessor (in alphabetischer Reihenfolge) am City College of New York, der Columbus State University (Georgia), der Hebräischen Universität Jerusalem, dem Institut d’études politiques de Paris/Sciences Po, der Rutgers University, New Brunswick (New Jersey), der University of Massachusetts at Amherst sowie wiederholt an der Yeshiva University, New York. Er war seit 1991 Gastforscher (in alphabetischer Reihenfolge) am Deutschen Historischen Institut in Washington, D.C., der Harvard University, der Johns Hopkins University, am King’s College (London) und der University of Minnesota (Minneapolis).
Forschungsschwerpunkte von Mario Keßler sind die Geschichte des Zionismus, des Antisemitismus sowie der Arbeiterbewegung mit dem Schwerpunkt Historische Kommunismusforschung. Er legte mehrere Biographien sowie biographische Sammelbände vor. 2011 war er Mitunterzeichner eines offenen Briefes an die Verlegerin Ulla Berkéwicz des Suhrkamp Verlags gegen die Veröffentlichung der Trotzki-Biografie von Robert Service. Keßler und Kollegen kritisierten in Services Werk mangelnde wissenschaftliche Standards.
Er ist u. a. Mitglied der internationalen wissenschaftlichen Beiräte der International Conference of Labour and Social History, der International Rosa Luxemburg Society sowie von Arbeit – Bewegung – Geschichte. Zeitschrift für historische Studien. Keßler ist Mitglied der Historischen Kommission der Partei Die Linke.

## Mitgliedschaft in wissenschaftlichen Akademien und Organisationen (Auswahl)
- Leibniz-Sozietät der Wissenschaften zu Berlin (Zuwahl 2003)
- Verband der Historiker und Historikerinnen Deutschlands
- Gesellschaft zur Erforschung der Geschichte der Juden
- Gesellschaft für Exilforschung
- German Labour History Association

## Schriften (Auswahl)
- Die Kommunistische Internationale und der arabische Osten (1919–1929). Phil. Diss., Universität Leipzig, 1982 (unveröffentlicht).
- Antisemitismus, Zionismus und Sozialismus. Arbeiterbewegung und jüdische Frage im 20. Jahrhundert. Decaton-Verlag, Mainz 1993, ISBN 3-929455-00-5.
- Zionismus und internationale Arbeiterbewegung. 1897–1933. Vorwort von Theodor Bergmann. Akademie-Verlag, Berlin 1994, ISBN 3-05-002047-4 (Gekürzte Fassung von gleichnamiger Habilitationsschrift (Dissertation B): Akademie der Wissenschaften der DDR, Berlin 1990).
- Die SED und die Juden – zwischen Repression und Toleranz. Politische Entwicklungen bis 1967 (= Zeithistorische Studien. Bd. 6). Akademie-Verlag, Berlin 1995, ISBN 3-05-003007-0 (Digitalisat auf zeitgeschichte-digital.de).
- Heroische Illusion und Stalin-Terror. Beiträge zur Kommunismus-Forschung. VSA-Verlag, Hamburg 1999, ISBN 3-87975-745-3.
- Exilerfahrung in Wissenschaft und Politik. Remigrierte Historiker in der frühen DDR (= Zeithistorische Studien. Bd. 18). Vorwort von Georg G. Iggers. Böhlau, Köln u. a. 2001, ISBN 3-412-14300-6 (Digitalisat auf zeitgeschichte-digital.de.)
- Exil und Nach-Exil. Vertriebene Intellektuelle im 20. Jahrhundert. VSA-Verlag, Hamburg 2002, ISBN 3-87975-877-8.
- Arthur Rosenberg. Ein Historiker im Zeitalter der Katastrophen (1889–1943) (= Zeithistorische Studien. Bd. 24). Vorwort von Theodor Bergmann. Böhlau, Köln u. a. 2003, ISBN 3-412-04503-9 (Digitalisat auf zeitgeschichte-digital.de).
- Ein Funken Hoffnung. Verwicklungen: Antisemitismus, Nahost, Stalinismus. VSA-Verlag, Hamburg 2004, ISBN 3-89965-099-9.
- Vom bürgerlichen Zeitalter zur Globalisierung. Beiträge zur Geschichte der Arbeiterbewegung (= Hochschulschriften. Bd. 8). trafo, Berlin 2005, ISBN 3-89626-279-3.
- On Anti-Semitism and Socialism. Selected Essays (= Hochschulschriften. Bd. 9). trafo, Berlin 2005, ISBN 3-89626-284-X.
- Ossip K. Flechtheim. Politischer Wissenschaftler und Zukunftsdenker (1909–1998) (= Zeithistorische Studien. Bd. 41). Böhlau, Köln u. a. 2007, ISBN 978-3-412-14206-3 (Digitalisat auf zeitgeschichte-digital.de).
- Von Hippokrates zu Hitler. Über Kommunismus, Faschismus und die Totalitarismus-Debatte (= Hochschulschriften. Bd. 20). trafo, Berlin 2008, ISBN 978-3-89626-795-5.
- Franz Borkenau und Richard Löwenthal. Ihre Auseinandersetzung mit dem Sowjetkommunismus (= Pankower Vorträge, 112), Helle Panke, Berlin 2008.
- Historia magistra vitae? Über Geschichtswissenschaft und politische Bildung (= Hochschulschriften. Bd. 34). trafo, Berlin 2010, ISBN 978-3-89626-646-0.
- Kommunismuskritik im westlichen Nachkriegsdeutschland. Franz Borkenau – Richard Löwenthal – Ossip Flechtheim. vbb – Verlag für Berlin-Brandenburg Berlin 2011, ISBN 978-3-942476-15-7.
- mit Werner Berthold: Klios Jünger. 100 Historiker von Homer bis Hobsbawm. Akademische Verlagsanstalt, Leipzig 2011, ISBN 978-3-931982-72-0.
- Sektierer, Lernender und Märtyrer. Arkadij Maslow (1891–1941) (= Pankower Vorträge, H. 176), Helle Panke, Berlin 2013.
- Arbeiteremanzipation und frühmoderner Antisemitismus. Drei Studien (= Pankower Vorträge, 178), Helle Panke, Berlin 2013.
- Ruth Fischer. Ein Leben mit und gegen Kommunisten (1895–1961) (= Zeithistorische Studien. Bd. 51). Böhlau, Köln u. a. 2013, ISBN 978-3-412-21014-4 (Digitalisat auf zeitgeschichte-digital.de).
- Communism – For and Against. The Political Itineraries of Ruth Fischer (1895–1961) (= BzG – Kleine Reihe Biographien. Bd. 27). trafo, Berlin 2013, ISBN 978-3-86464-035-3.
- Moses Hess and Ferdinand Lassalle. Pioneers of Social Emancipation (= BzG – Kleine Reihe Biographien. Bd. 28). trafo, Berlin 2013, ISBN 978-3-86464-044-5.
- Albert Schreiner. Kommunist mit Lebensbrüchen. * 7.8.1892, Aglasterhausen, † 4.8.1979, Berlin-Ost (= BzG – Kleine Reihe Biographien. Bd. 29). trafo, Berlin 2014, ISBN 978-3-86464-058-2.
- Hrsg. mit Wladislaw Hedeler: Reformen und Reformer im Kommunismus. Für Theodor Bergmann. Eine Würdigung. VSA-Verlag, Hamburg 2015, ISBN 978-3-89965-635-0 (Online).
- Grenzgänger des Kommunismus. Zwölf Porträts aus dem Jahrhundert der Katastrophe. Dietz-Verlag, Berlin 2015, ISBN 978-3-320-02312-6.
- Revolution und Konterrevolution. Studien über Gewalt und Humanität aus dem Jahrhundert der Katastrophen. trafo, Berlin 2016, ISBN 978-3-86464-081-0 (Aufsatzsammlung).
- Alfred Meusel – Soziologe und Historiker zwischen Bürgertum und Marxismus (1896–1960). Dietz Verlag, Berlin 2016, ISBN 978-3-320-02330-0.
- Leo Trotzki über Antisemitismus und Faschismus (= Pankower Vorträge, H. 208), Helle Panke, Berlin 2017.
- Westemigranten. Deutsche Kommunisten zwischen USA-Exil und DDR (= Zeithistorische Studien. Bd. 60). Böhlau, Wien u. a. 2019. ISBN 978-3-412-50044-3.
- Between „History and Futurology“. Ossip K. Flechtheim (1909–1998). trafo, Berlin 2019 (= BzG – Kleine Reihe Biographien. Bd. 17). ISBN 978-3-86464-190-9.
- „... von gewissen Schwankungen nicht ganz frei...“. Josef Winternitz: Ein Leben zwischen Oxford, Prag, Berlin und London (1896–1952). trafo Berlin 2019 (= BzG – Kleine Reihe Biographien. Bd. 40). ISBN 978-3-86464-203-6.
- A Political Biography of Arkadij Maslow, 1891–1941. Dissident Against His Will. Palgrave Macmillan, New York 2020, ISBN 978-3-030-43256-0.
- Für unsere und eure Freiheit. Der Kongress der Ostvölker in Baku nach 100 Jahren. In: Internationales Willi Münzenberg Forum, 14. August 2020.
- Abgründe und Aufbrüche. Neue Studien und Kritiken (2014–2019). Trafo, Berlin 2020, ISBN 978-3-86464-061-2.
- Hrsg. mit Frank Jacob: Transatlantic Radicalism. Socialist and Anarchist Exchanges in the 19th and 20th Centuries. Liverpool University Press, Liverpool 2021 (= Studies in Labour History, Bd. 16), ISBN 978-1-80085-960-9.
- Hrsg.: Arthur Rosenberg: Entstehung und Geschichte der Weimarer Republik. Europäische Verlagsanstalt, Hamburg 2021, ISBN 978-3-86393-101-8.
- Hrsg.: Leo Trotzki oder: Sozialismus gegen Antisemitismus. Dietz, Berlin 2022, ISBN 978-3-320-02395-9.
- Für unsere und eure Freiheit. Beiträge zur angewandten Aufklärung (2017–2021). trafo, Berlin 2022, ISBN 978-3-86464-131-2.
- Sozialisten gegen Antisemitismus. Zur Judenfeindschaft und ihrer Bekämpfung (1844–1939). VSA Verlag, Hamburg 2022, ISBN 978-3-96488-144-1.
- Flucht in Ketten, Sehnsucht hinter Mauern. Essays zur Geschichte, Politik und Kultur (2020–2024). trafo, Berlin 2024, ISBN 978-3-86464-264-7.